# Oh Kyo-moon
Oh Kyo-moon (kor. 오교문; * 2. März 1972 in Suwon) ist ein ehemaliger südkoreanischer Bogenschütze und Olympiasieger.

## Karriere
Seinen ersten großen Erfolg feierte er 1997 mit dem Gewinn der Asienmeisterschaft im Einzel. Mit der Mannschaft gewann er 1994 in Hiroshima und 1998 in Bangkok die Goldmedaille bei den Asienspielen. 1995 wurde er mit ihr außerdem in Jakarta Weltmeister. Im Einzel sicherte er sich Bronze.
Oh Kyo-moon nahm an den Olympischen Spielen 1996 in Atlanta und 2000 in Sydney teil. Gemeinsam mit Kim Bo-ram und Jang Yong-ho gewann er 1996 die Silbermedaille im Mannschaftswettbewerb, während er im Einzel im Viertelfinale ausschied. Vier Jahre darauf wurde er mit Kim Chung-tae und Jang Yong-ho Olympiasieger. Im Einzel gewann er zudem die Bronzemedaille.